# زرفشان رود
زرفشان رود رودی‌ است به رود تاریم می‌ریزد. این رود از کشور چین می‌گذرد و طول آن ۱٬۰۹۷ کیلومتر (۶۸۲ مایل) است.